# Rio Communities
Rio Communities és una concentració de població designada pel cens dels Estats Units a l'estat de Nou Mèxic. Segons el cens del 2000 tenia 4.213 habitants.

## Demografia
Segons el cens del 2000, Rio Communities tenia 4.213 habitants, 1.762 habitatges, i 1.235 famílies. La densitat de població era de 264,9 habitants per km².
Dels 1.762 habitatges en un 25% hi vivien nens de menys de 18 anys, en un 56,2% hi vivien parelles casades, en un 10,1% dones solteres, i en un 29,9% no eren unitats familiars. En el 26,1% dels habitatges hi vivien persones soles el 15,1% de les quals corresponia a persones de 65 anys o més que vivien soles. El nombre mitjà de persones vivint en cada habitatge era de 2,39 i el nombre mitjà de persones que vivien en cada família era de 2,86.
Per edats la població es repartia de la següent manera: un 23,2% tenia menys de 18 anys, un 5,6% entre 18 i 24, un 21,8% entre 25 i 44, un 23,7% de 45 a 60 i un 25,6% 65 anys o més.
L'edat mediana era de 44 anys. Per cada 100 dones de 18 o més anys hi havia 83,6 homes.
La renda mediana per habitatge era de 33.125 $ i la renda mediana per família de 39.205 $. Els homes tenien una renda mediana de 29.755 $ mentre que les dones 26.985 $. La renda per capita de la població era de 18.260 $. Aproximadament el 5,3% de les famílies i el 7,4% de la població estaven per davall del llindar de pobresa.

## Poblacions més properes
El següent diagrama mostra les poblacions més properes.